# 漢密爾頓城 (加利福尼亞州)
漢密爾頓城（英語：Hamilton City）是位於美國加利福尼亞州格伦縣的一個人口普查指定地區。

## 地理
漢密爾頓城的座標為39°44′39″N 122°00′49″W / 39.74417°N 122.01361°W，而該地最高點為海拔高度46米（即151英尺）。

## 人口
根據2010年美國人口普查的數據，漢密爾頓城的面積為0.807平方千米，當中陸地面積為0.807平方千米，而水域面積為0.000平方千米。當地共有人口1759人，而人口密度為每平方千米2,179人。